# Nitro Family
Nitro Family — компьютерная игра в жанре шутера от первого лица, разработанная корейской студией Delphieye Enterainment и изданная ValuSoft в 2004 году. Игра создана на базе игрового движка Serious Engine.

## Сюжет
В далеком будущем, когда депрессия и психические расстройства стали массовым явлением, компания Golden Bell выпустила легальный и не вызывающий привыкания наркотик, получивший название «Healthy Family» и избавляющий людей от недугов. Однако через десять лет начали выявляться неожиданные и крайне опасные побочные эффекты наркотика, осложнявшийся тем, что прекращение приема препарата вызывало у людей неконтролируемое и зачастую жестокое поведение. Общество разделилось на Воздерживающихся (англ. «Soberers»), никогда не принимающих «Healthy Family», и Последователей (англ. «Followers») компании Golden Bell и её наркотика.
В результате безрезультатной войны Последователи продолжили существование в подземных катакомбах, тогда как Воздерживающиеся остались на поверхности. Однако глава компании Golden Bell по имени Луи не терял надежды поработить мир своим чудо-препаратом, и после долгих попыток был разработан способ избавиться от его побочных эффектов, однако для его тестирования было необходимо тело младенца. Для проведения экспериментов был похищен Ред Чиф Чопски, сын могучего охотника Виктора Чопски и его жены Марии, достигшей невиданных высот в деле приручения диких животных. Тогда разъяренные родители вышли на тропу войны.